# Пфалц D.XII
Пфалц D.XII је немачки ловачки авион. Први лет авиона је извршен 1918. године. 

Највећа брзина у хоризонталном лету је износила 170 km/h. Размах крила је био 9,00 метара а дужина 6,35 метара. Маса празног авиона је износила 716 килограма, а нормална полетна маса 897 kg.

## Наоружање
| Наоружање авиона: Пфалц        |             |
| Ватрено (стрељачко) наоружање  |             |
| Топ                            |             |
| Митраљез                       |             |
| Број и ознака митраљеза        | 2 ЛМГ 08/15 |
| Калибар                        | 7,92        |
| Бомбардерско наоружање (бомбе) |             |
| Ракетно наоружање (ракете)     |             |

## Галерија
- Авион Пфалц D.XII и пилот Ото Август на фотографији.
- Пфалц D.XII.
- Пфалц D.XII, серијски бр. 1443/18.